# Leg before wicket
Leg Before Wicket (afgekort: LBW) is een manier van uitgaan in het cricket. Letterlijk vertaald in het Nederlands betekent het been voor het wicket. Men gaat uit met LBW als de bal het wicket zou raken, maar in plaats van het wicket te raken, het been raakt (soms een ander deel van het lichaam) van de batsman (slagman). De batsman verdedigt dus zijn wicket met zijn been, terwijl hij alleen zijn bat mag gebruiken.
De batsman kan alleen via LBW uitgaan als de bal daadwerkelijk het wicket zou raken. Als de bal niet het wicket zou raken, maar langs of over het wicket heen zou gaan, is de batsman niet uit. LBW kan alleen gegeven door te appelleren bij de umpire aan de kant van de bowler.